# François Baboulet
François Baboulet (* 12. April 1914 in Toulouse, Département Haute-Garonne; † 17. Dezember 2010 in Paris) war ein französischer Maler.

## Leben
Baboulet war der Sohn des Generalinspekteurs der französischen Post Louis Baboulet und dessen Ehefrau Berthe Passerieu. Nach dem Besuch des Collège Caousou in seiner Heimatstadt, ging Baboulet nach Paris, um an der École nationale supérieure des beaux-arts zu studieren. Mit Unterstützung seiner Lehrer konnte er später an die ENSBA wechseln, wo er meistenteils im Atelier des Malers André Devambez unterrichtet wurde.
1936 wurde Baboulet zusammen mit Kollegen beauftragt, den Abschlussball der ENSBA, den Bal des Quat’z’ Arts, zu gestalten und auszurichten. Baboulets Arbeit wurde sehr gelobt und 1939 wurde er dafür wieder engagiert.
Nach dem Waffenstillstand von Compiègne ging Baboulet zurück in seine Heimatstadt und lehrte ab 1941 an der dortigen École des Beaux-Arts. Das Ende des Zweiten Weltkriegs erlebte Baboulet in Paris. Dort schloss er sich der Société de Saint-Jean pour le développement de l’art chrétien an. In den Jahren 1946, 1947 und 1948 wurde er auch wieder von der ENSBA beauftragt, ihren „Bal des Quat’z’ Arts“ auszuschmücken, bei letzterem ernannte man ihn auch zum Ehrenmitglied des Ballkomitees.
Neben seiner eigenständigen künstlerischen Arbeit übernahm Baboulet auch immer wieder organisatorische Ämter. Zwischen 1955 und 1970 leitete er die Künstlergruppe Les Trois Dimensions, die eng mit der Kunstgalerie von Paul Durand-Ruel verbunden war. Ab 1968 fungierte er als Vizepräsident der Conféderation des travailleurs intellectuels und gab dieses Amt erst 1998 wieder auf.
Zusammen mit Jacques Bouyssou, Marcel Depré, Michel King, Gaston Sébre und Robert Yan wurde François Baboulet 1973 in Anwesenheit des Verteidigungsministers Robert Galley zum Peintre Officiel de la Marine (POM) ernannt. In dieser Eigenschaft konnte Baboulet wenig später einen Marineverband beim Besuch der Inselgruppe Saint-Pierre und Miquelon begleiten.
Mit über 96 Jahren starb François Baboulet am 17. Dezember 2010 in Paris und fand dort auch seine letzte Ruhestätte.

## Ehrungen
- 14. Dezember 1964 Médaille de la Ville de Paris (Silber)
- 1973 Ernennung zum Peintre Officiel de la Marine